# Bill Gaither
William James (Bill) Gaither (Alexandria (Indiana), 28 maart 1936) is een singer-songwriter uit de Verenigde Staten.

## Zanger
Gaither vormde zijn eerste groep, het Bill Gaither Trio in 1956, samen met zijn zus Mary Ann en broer Danny. Hij studeerde op dat moment nog in Anderson. Na het behalen van zijn diploma (1959) werd Gaither leraar Engels. Hij trouwde in 1962 met Gloria Sickal. In 1964 verving Gloria haar schoonzuster in het Bill Gaither Trio. Combineren van de muziek en zijn werk als leraar bleek lastig. Vanaf 1967 zette hij zich fulltime in voor de christelijke muziek. In 1981 vormde hij de Gaither Vocal Band, een groep die nu (2016) nog actief is. Gaither is oprichter van de Gaither Music Company, waarin activiteiten als televisieshows, opnamestudio's en telemarketing een plaats hebben.

## Songwriter
Gaither werd beïnvloed door de Southern gospelmuziek van onder meer Jake Hess en The Happy Goodman Family. Samen met zijn vrouw Gloria heeft hij nummers geschreven die door tal van artiesten zijn uitgevoerd. Landelijke doorbraak als songwriter bracht het nummer He touched me (1964), dat onder andere in 1972 door Elvis Presley op zijn gelijknamige gospelalbum werd gezet. Gaither en zijn vrouw ontvingen meerdere Dove Awards en Grammy Awards voor hun werk. In 2000 werd Gaither door de ASCAP uitgeroepen tot christelijke 'Songwriter of the Century'.
Een aantal van zijn nummers, waaronder Omdat Hij leeft en Heer wat een voorrecht, om in liefde te gaan, werd vertaald en gepubliceerd in de bundel Opwekkingsliederen, die jaarlijks wordt uitgegeven door de Stichting Opwekking.
In 1983 werd hij opgenomen in de Gospel Music Hall of Fame en in 1997 in de Southern Gospel Hall of Fame.

## Homecoming
In 1991 startte Gaither een serie muziekvideo's rond Southern gospelartiesten onder de naam 'Gaither Homecoming'. Op een podium bracht hij hiervoor artiesten samen, die samen of solo bekende gospelnummers uitvoerden. Vijf jaar later startte een serie concerttours waarbij in de hele wereld landen werden bezocht. Opnames van de tours worden in Nederland wekelijks uitgezonden door Family7.

## Publicaties

### Discografie
Albums die Gaither maakte met The Gaithers, het Bill Gaither Trio en solo. De albums van de Gaither Vocal Band en Gaither Homecoming worden hier niet vermeld.
- ca. 1960 Happiness, The Bill Gaither Trio
- ca. 1970 At Home In Indiana
- ca. 1970 The King Is Coming
- ca. 1970 Sings Warm
- ca. 1970 Allelujah: Praise Continues
- ca. 1970 The Early Works
- 1972 Live (2 lp's)
- 1972 Christmas...Back Home In Indiana
- 1972 My Faith Still Holds
- 1973 Especially For Children Of All Ages
- 1973 Let's Just Praise The Lord
- 1974 Something Beautiful...An Evening With The Bill Gaither Trio
- 1974 Because He Lives
- 1974 Thanks For Sunshine
- 1975 I Am A Promise
- 1975 Jesus, We Just Want To Thank You
- 1976 Praise
- 1977 My Heart Can Sing - The Inspiring Songs of Stuart Hamblen
- 1977 Moments For Forever
- 1978 Pilgrim's Progress
- 1978 The Very Best Of The Very Best
- 1979 We Are Persuaded
- 1979 He Touched Me
- 1980 The Very Best Of The Very Best...For Kids
- 1981 Bless The Lord Who Reigns In Beauty
- 1982 He Started The Whole World Singing
- 1983 Fully Alive
- 1984 Ten New Songs With Kids...For Kids About Life
- 1985 Then He Said Sing
- 1987 Welcome Back Home
- 1990 Hymn Classics
- 1992 Best Of The Gaithers...Live!
- 1993 Old Friends
- 1994 Oh Happy Day Vol. 1 & 2
- 1994 Precious Memories
- 1996 Our Recollections
- 2000 Bill Gaither Trio, Vol. 1
- 2000 Bill Gaither Trio, Vol. 2
- 2000 Bill Gaither Trio, Vol. 3
- 2000 Bill Gaither Trio, Vol. 4
- 2005 Bill Gaither (solo-project)